# 대한민국의 헌정사
대한민국의 헌정사는 1919년 4월 11일, 대한민국 임시정부에서 제정한 대한민국 임시헌장과 같은 해 9월 11일, 제정한 대한민국 임시헌법을 뿌리로 하여 1948년 7월 17일, 제헌 국회에서 제정한 제헌 헌법 이후, 아홉 차례 개정된 대한민국 헌법의 역사이다.

## 헌법 개정의 역사

### 대한민국 임시 헌법

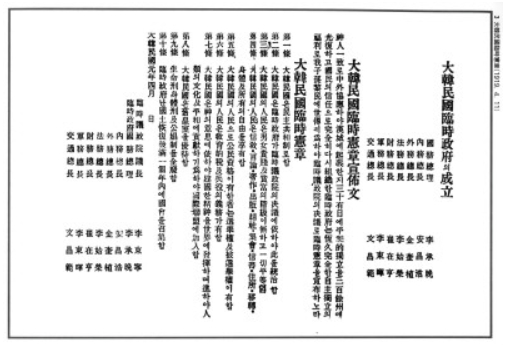
대한민국 임시 헌장 - 1919년 4월 11일 대한민국 임시정부가 선포한 최초의 헌법

- 헌장 : 1919년 4월 11일

대한민국 임시 헌장
- 약법 : 1919년 4월 23일

한성임시정부 약법
- 헌법 : 1919년 9월 11일, 대통령제

대한민국, 국무회의 집단지도체제
대한민국 임시 헌법 개정

### 대한민국 헌법
- 제정 : 1948년 7월 17일

대한민국 제헌 헌법
- 일부 개정 : 1952년 7월 7일, 발췌개헌

대한민국 헌법 제2호
- 일부 개정 : 1954년 11월 29일, 사사오입 개헌

대한민국 헌법 제3호
- 일부 개정 : 1960년 6월 15일, 4·19 혁명

대한민국 헌법 제4호
- 일부 개정 : 1960년 11월 29일

대한민국 헌법 제5호
- 전문 개정 : 1962년 12월 26일, 5·16 군사정변

대한민국 헌법 제6호
- 일부 개정 : 1969년 10월 21일

대한민국 헌법 제7호
- 전문 개정 : 1972년 12월 27일, 10월 유신

대한민국 헌법 제8호
- 전문 개정 : 1980년 10월 27일, 10·26 사건과 12·12 군사 반란

대한민국 헌법 제9호
- 전문 개정 : 1987년 10월 29일, 6월 민주화 항쟁

현행 헌법

## 대한민국 임시 헌법

### 대한민국 임시 헌장
1919년 4월 11일 공포한 상해임시정부의 첫 헌법이다. 총10조로 된 간략한 내용으로 구성되어 있다. 국호를 '대한민국'으로 정하였고, 정치 체제를 '민주 공화제'로 한다고 명시하였다. 구 황실을 우대하였다. 또한 오늘날 유엔(국제연합)의 전신인 국제연맹에 가입한다고 하였다.

### 한성임시정부 약법
1919년 4월 23일 서울에서 설립된 한성임시정부의 헌법이다. 이후 9월 11일 상하이 임시정부로 통합되었다.

### 대한민국 임시 헌법
1919년 9월 11일 공포한 대한민국 임시정부의 헌법이다. 총8장 58조의 상세한 내용으로 구성되어 있다. 국호는 '대한민국'으로 하고, 정치 체제는 '민주공화국'으로 하며, '대통령제'를 채택하여 임시 대통령이 국가를 대표하고 정무를 총괄하며 법률을 공포하도록 하였다. 제3조에 대한민국의 영토는 구한국(대한제국)의 판도로 한다고 명시하고, 제7조에 대한민국은 구 황실을 우대한다고 하여, 대한민국 임시정부가 대한제국을 계승함을 분명히 하였다.

### 대한민국 임시 헌법 개정
1925년 3월 23일 대한민국 임시정부의 대통령이었던 이승만이 탄핵을 당한 일을 계기로, 1925년 4월 7일 기존의 헌법을 개정하여, 대통령제를 폐지하고 집단지도체제를 도입하였다. 이에 따라, 국무령과 국무원으로 조직한 국무회의의 결정으로 행정과 사법을 총괄하도록 하였다.

## 제헌헌법

### 제정 과정
제2차 세계대전이 일본의 패망으로 끝나고 미국과 소련의 양 연합군이 한반도에 진주하게 되었다. 이후 북위 38도를 기준으로 북쪽에는 소련군이 남쪽에는 미군이 군정을 실시하게 되었고, 한반도의 장래 문제는 모스크바 3상 회의와 미소공동위원회를 거치면서 임시정부를 수립하고 5년간의 신탁통치를 통해 완전한 독립을 도모하기로 한 안이 나오게 되었지만, 한국민들의 강한 반대에 직면하게 되었다. 결국 1948년 2월 27일, UN 총회에서는 총선거를 실시하되 가능한 지역 내에서만 실시하여 정부를 수립하기로 결의하였다. 결국 1948년 5월 10일, 대한민국 최초의 국회의원 선거가 실시되어 198명의 의원으로 구성된 제헌국회가 구성되었다.
이렇게 구성된 제헌국회는 곧 이승만을 의장으로 선출하여 헌법 제정에 착수하였다. 이어 헌법기초의원 30명과 전문위원 10명으로 헌법기초위원회를 구성하였으며 정부형태는 의원내각제와 양원제 국회를 기본으로 하고, 위헌법률심사권을 대법원에 부여한 유진오의 안이 헌법기초위원회에 제출되었다. 하지만 내각제 안은 이승만 의장의 강력한 반대로 인하여 단원제 국회와 대통령제 정부 형태, 헌법위원회가 위헌법률심사권을 가진 안으로 변경되어 국회 본회의에 상정되었다. 

### 주요 내용
제헌 헌법은 전문과 10장 103조로 구성되었으며, 전문에서는 3·1 운동을 통해 대한민국을 건립한 독립정신을 계승한다고 규정하고 있다. 이는 대한민국 임시정부 수립 직후에 만든 대한민국 임시 헌법에서도 3·1운동의 독립정신을 계승한다고 밝힌 것과 함께 살필 때, 임시정부의 법통을 이어받았다고 볼 수 있다. 제헌헌법을 기초한 전문위원이었던 유진오(兪鎭午)는 "정신적으로 대한민국은 대한민국 임시정부와 그 헌법의 이념과 정신을 계승하여 수립되었다."라고 하였다.
제헌헌법 제1조에서 "대한민국은 민주공화국이다."라고 명시하였는데, 이것은 1919년 4월 11일 대한민국 임시정부가 제정한 임시 헌장 제1조 "대한민국은 민주공화제로 한다."와 내용이 동일하다. 즉, 국호는 '대한민국'으로 하고, 정치체제는 왕정이 아닌 '민주공화제'로 한다는 점을 명시하였다.
정부 형태는 대통령을 국가원수로 하는 대통령중심제를 채택하고 있지만, 제정 초안의 의원내각제의 조항 또한 담고 있어 미국과 같은 순수한 형태의 대통령중심제를 취하고 있지는 않다. 대통령은 행정부의 수반이며 국가원수지만(제51조), 국회에서 대통령 및 부통령을 선출하게 함으로써(제53조) 의원내각제의 총리의 선출과 같은 형식을 취하고 있다. 또한 대통령은 국무총리 및 국무위원의 임명권을 가지며(제69조), 국회에서 제출한 법률안을 거부할 권한을 가진다(제40조). 대통령은 또한 긴급한 경우에 법률의 효력을 가진 명령을 발하거나, 재정상 필요한 처분을 할 수 있다(제57조). 대통령의 임기는 4년으로, 1회 중임이 가능하다(제55조).
입법권을 가진 국회는 단원제로, 의원의 임기는 4년이다(제33조). 단 제헌국회의 의원은 헌법에 의한 국회로, 임기는 국회 개회일로부터 2년이다(제102조). 국회는 입법권 외에도 예산안 심의·결정권(제41조), 여러 조약의 비준과 선전포고에 대한 동의권(제42조), 국정감사권(제43조), 국무총리 및 국무위원·정부위원의 국회 출석 및 발언 요구권(제44조), 대통령 및 여러 각료에 대한 탄핵소추권(제46조), 국무총리의 임명시 국회 동의권(제69조) 등의 권한을 갖는다.
법원은 법관으로 조직되어(제76조), 독립된 재판기관의 역할을 한다(제77조). 대법원장은 대통령이 임명하지만, 국회의 승인이 필요하다(제78조). 대법원은 명령·규칙·처분의 위헌·위법 심사권을 갖지만, 위헌법률심사권은 대법원이 아니라 부통령을 위원장으로 하고, 대법관 5명과 국회의원 5명으로 구성되는 헌법위원회가 갖는다(제81조).
특징적인 점은 사기업에서 근로자가 법률이 정하는 바에 따라 이익을 균점할 권리가 인정되었다는 것이다. 또한 제2장에서는 자유권을 비롯하여 사회적 기본권, 참정권 등의 다양한 권리와 의무를 규정하고 있다. 하지만 이러한 규정은 이후의 정치적인 면을 살펴볼 때 소홀하게 다루어지고, 존중되지 않은 경향이 강하다. 이러한 경향은 수차례의 개정 뒤에도 자주 나타나게 된다.

## 제1차 헌법개정(발췌개헌)

### 개헌 과정
제헌헌법의 변형된 대통령제는 “헌정운용과정에서도 시행착오를 거듭하여 국정의 불안정을 초래”하였다는 지적처럼, 국회를 경시하는 이승만 대통령과 야당간의 정치적인 투쟁의 연속이었다. 결국 1950년 1월 28일에는 서상일 의원을 비롯한 야당 의원들에 의해 의원내각제 개헌안이 제출되었으나 정부와 여당의 극렬한 반대와 백지투표 등으로 인해 부결되었다. 재적 179명, 찬성 79명, 반대 33명, 기권 66명, 무효 1명. 이어 시행된 총선거에서는 야당이 압승했다. 하지만 곧 한국전쟁이 발발하면서 정부는 부산으로 이전했으며, 이승만 대통령은 전시특별법령을 양산하며 비상계엄하의 통치를 지속해 나갔으며, 부통령 이시영은 이러한 상황에 환멸을 느끼고 사퇴하였다. 이러한 상황이 지속되면서 국회를 통해 대통령을 선출하는 제도로는 이승만의 재선 가능성이 희박해졌음을 깨달은 정부 측은 1951년 11월 30일에 양원제 국회와 대통령직선제를 기본 골자로 하는 개헌안을 제출하였지만 부결되었다.
의석의 다수를 점한 야당은 1952년 4월 17일, 123명이 발의한 내각책임제 개헌안을 제출하였다. 위기를 느낀 정부는 5월 14일, 부결된 직선제 개헌안과 같은 내용의 개헌안을 제출한 뒤, 국회의원을 연행하여 의사당 내에 감금하고, 국회해산을 노린 계엄령을 선포하는 등 공포분위기를 조성하였다. 하지만 국제적인 비난 여론이 일어나면서 국회해산을 보류한 정부는 7월 4일, 정부의 직선제 개헌안과 야당의 국무원불신임제를 발췌해 만든 일명 발췌개헌안을 제출하고, 경찰과 군인이 의사당을 포위한 상태에서 국회의원의 기립 투표를 통해 개헌안을 가결시켰다. 이러한 이승만 정부의 행위는 이른바 부산 정치 파동이라 불리며, 불법적인 개헌의 선례를 낳았다.

### 주요 내용
발췌개헌을 통해 공포된 헌법은 대통령과 부통령을 국민에 의한 선거를 통해 선출하고, 국회를 양원제로 하며, 국회가 국무원불신임권을 가지는 등의 내용을 가지고 있으며, 그 외의 내용은 제헌헌법과 동일하다.

### 문제점
발췌개헌은 헌법개정안 제안시 30일 이상 공고하도록 규정한 헌법 제98조의 규정을 위반하고 공고되지 않은 위헌적인 개헌안을 통해 이루어졌으며, 국회에서도 토론의 자유가 보장되지 않았다. 또한 표결 시에는 의결이 강제된 기립표결이라는 점에서 위헌이다. 또한 직선된 대통령이면서, 국회가 국무원불신임권을 갖는 것은 양립하기 힘든 제도임에도 불구하고, 무리하게 발췌하여 통과시켰다는 점도 문제가 있다.

## 제2차 헌법개정(사사오입개헌)
1954년 1월 23일, 정부는 일부 경제조항을 자유경제체제적인 조항으로 수정하기 위한 개헌안을 제출하였지만, 3월 9일에 돌연히 철회하였다. 이는 3선개헌을 위한 헌법 개정안을 제출할 때에 함께 이용하고자 한 것이었다.
이후 1954년 5월 20일의 국회의원 선거에서 이승만 대통령이 이끄는 자유당이 다수를 차지하자, 정부는 9월 8일에 초대 대통령에 한하여 3선 제한을 철폐하는 내용을 포함한 개헌안을 제출하였다. 하지만 11월 27일에 국회에서 열린 표결의 결과는 재적의원 203명 중 찬성 135명, 반대 60명, 기권 7명으로 헌법개정에 필요한 3분의 2에 1표가 모자랐으므로 부의장 최순주는 부결되었음을 선포하였다.
그러나 이틀 뒤 재적의원 203명의 3분의 2는 135.333…명인 고로 사사오입, 즉 반올림 시에는 0.3…명은 자연수에 해당하지 않으므로 3분의 2는 135명이라는 논리를 적용하여 부결 선포를 번복하고, 개헌안이 가결되었음을 선포하였다.

### 주요 내용
제2차 헌법개정의 가장 큰 특징은, 헌법 제55조에서 ‘재선에 의하여 1차중임할 수 있다’고 규정한 조항에 대해 부칙에서 ‘이 헌법공포당시의 대통령’은 이 조항의 제한을 적용하지 않는다는 내용, 즉 초대 대통령이자 현직 대통령이었던 이승만에 대해 제한 규정을 적용하지 않는 내용을 포함하고 있었다는 것이다.
또한 주권의 제약이나 국가안위에 대한 중대한 사항의 경우에는 국회에서 가결한 뒤에도 국민투표에 회부토록 하는 것, 국무원에 대한 불신임이 아니라 국무위원에 대한 개별적인 불신임제, 대통령이 궐위하였을 때에 부통령이 승계하도록 한 것, 자유시장경제체제로의 전환, 국무총리제 폐지, 일부 조항(제1조, 제2조, 제7조의 2)의 개정을 막는 조항을 설치한 것, 국민이 헌법개정안을 발안할 수 있도록 한 것 등을 주요 내용으로 한다.

### 문제점
제2차 헌법개정은 일단 수학적 논리를 괴이하게 적용시켜, 절차상으로 정족수에 미치지 못한 위헌적인 해석 방법을 동원하여 개헌을 추진한 사례이다. 또한 초대 대통령에게만 중임제한을 철폐하는 것은 평등의 원칙에 위배된다는 점에서도 위헌적인 개헌이라고 할 수 있다.

## 제3차 헌법개정

### 4·19 혁명과 개헌 과정
이승만 정부는 3선개헌 이후 정치적 자유를 말살하는 분위기를 조성하고, 독재정치를 자행하였다. 결국 4번째 대통령이 되기 위하여 1960년 3월 15일의 제4대 정·부통령 선거에서 투표 및 개표 조작 등의 부정을 통해 이승만 및 이기붕이 당선되었다고 공표하였다.
하지만 부정선거를 규탄하는 시위가 전국적으로 퍼져나가면서 경찰은 이를 강경하게 진압하였고, 결국 4월 11일에는 마산에서 시위(마산 3·15 의거)에 참여했던 마산상고 입학생 김주열의 시신이 얼굴에 최루탄이 박힌 채로 마산 앞바다에 떠오르면서 이승만 독재에 대한 국민들의 저항은 더욱 격화되었다.
정부는 비상계엄령을 선포하고 강한 대처에 나섰지만, 시위는 그치지 않았다. 결국 4월 24일에는 이승만이 자유당 총재직을 사임하고, 이기붕은 부통령 당선을 사퇴하였다. 그럼에도 불구하고 시위가 그치지 않은데다 25일에는 대학교수까지 시위에 나서면서, 26일 이승만은 하야할 의사를 밝히고, 27일에는 대통령 사임서를 국회에 제출하였다. 국회는 개헌과 총선거를 통하여 시국을 수습하기로 결의하고, 5월 2일 허정을 수반으로 한 과도정부를 수립하였다.
민주당의 주도로 국회는 의원내각제로 헌법을 개정하기 위해 기초위원을 선임하고, 본격적인 개헌을 시작하였다. 이어 6월 7일 국회법을 개정하여 헌법개정안의 표결시에는 기명투표로 하도록 하였다. 6월 11일 제출된 개헌안은 15일 국회에서 찬성 208표, 반대 3표로 가결되었다. 이로써 헌정사에서 처음으로 합헌적인 절차를 통한 개헌이 이루어졌다.

### 주요 내용과 평가
제3차 헌법개정을 통해 만들어진 헌법 제4호는 국민의 기본권 보장을 강화한 것으로, 자유권에 대한 유보조항을 삭제하고, 국민의 자유와 권리를 제한하는 법률은 그 본질적 내용을 훼손하지 않도록 하며, 언론·출판·집회·결사의 사전허가 또는 검열제를 금지하는 등 자유권이 크게 강화되었다.
또한 종래의 대통령제에서 의원내각제로 전환하여 대통령의 지위를 원칙적으로 의례적·형식적 지위에 한정하고, 실질적 행정권은 민의원에서 선출하고 대통령이 임명하는(제69조) 내각수반 국무총리를 중심으로 한 국무원(내각)에 속하게 하였다. 국무총리와 국무위원 과반수는 국회의원이어야 하며, 국회는 내각 불신임권을 갖고, 내각은 민의원 해산권을 가졌다.
대법원장과 대법관은 선거를 통해 선출되며, 위헌입법의 심사와 기타 헌법사항을 관할하는 헌법재판소를 설치하고, 선거의 공정을 기하기 위하여 중앙선거위원회를 헌법기관으로 하고, 지방자치단체장을 선거를 통해 선출하도록 하였다.
의원내각제의 채택은 이전의 "대통령제의 독재적 경향에 종지부를 찍는 것"을 의미했다. 그러나, 이 헌법체제는 1961년의 5·16 군사 정변으로 인해 불과 10여 개월의 짧은 시간으로 막을 내리게 되었다. 대통령제가 가진 독재라는 문제점을 극복하기 위해 등장한 의원내각제가 금방 막을 내린 이유에 대해서는 당시의 시대적 상황이 받쳐주지 못했다는 의견도 있고, 그보다는 5·16 군사쿠데타 때문이라는 의견 이나 “운용의 실패라기보다 그 적용의 기반이나 시기에 있어서 적절하지 못하였다”는 의견도 있다.

## 제4차 헌법개정

### 개헌 과정
3·15 부정선거의 주모자와 4·19 혁명의 전후에 있었던 일련의 시위에서 군중들을 살상한 관련자를 처벌하라는 요구는 점점 강해졌고, 1960년 10월 11일에는 학생들이 국회의사당을 점거하고 민주반역자를 처벌하는 특별법의 제정을 호소하였다. 이에 10월 17일, 민의원에는 헌법 부칙에 특별처벌법의 제정 근거를 마련하는 것을 목적으로 하는 개헌안이 제출되어, 11월 29 반민주행위 처벌을 목적으로 하는 소급입법의 근거가 되는 제4차 헌법개정이 이루어졌다.

### 주요 내용
헌법 부칙에 헌법 시행 당시의 국회가 3·15 부정선거에 관련된 자와 그에 항의하는 국민에 대해 살상 기타의 행위를 한 자를 처벌하거나, 특정한 지위에 있음을 이용하여 1960년 4월 26일 이전에 반민주행위를 한 자의 공민권을 제한하기 위한 특별법을 제정할 수 있다고 명시하였다. 또한 1960년 4월 26일 이전에 지위 또는 권력을 이용해 부정한 방법으로 재산을 축적한 자에 대한 행정·형사상의 처리를 위한 특별법을 제정할 수 있다는 내용을 추가하였다. 이를 위해 특별재판소와 특별검찰부를 둘 수 있다고 규정하였다.
이는 모두 소급 입법에 의하여 조치하는 내용으로, 위헌여부에 대한 논란이 있었다.

## 제5차 헌법개정

### 5·16 군사 정변과 개헌 과정
1961년 5월 16일, 박정희 소장을 중심으로 하는 일부 군사 세력은 쿠데타를 일으켜 정권을 장악했다. 이들 세력은 포고 제4호로써 민의원 참의원 및 지방의원등 대의원 헌법기관을 해산하고 5월 22일 국가재건최고회의 포고 제6호 정당 및 사회단체는 해산하여 정치활동을 완전히 금지하였다. 이에 헌정이 중단되고 헌정 공백을 매꾸기 위해 국가재건최고회의는 6월 6일 국가재건비상조치법을 제정.공포하였다. 이 법은 국가재건최고회의에 입법·사법·행정의 삼권을 부여하고, 국민의 기본적 인권은 혁명과업수행에 지장을 주지 않는 범위 내에서 인정하며, 제2공화국 헌법을 비상조치법에 저촉되지 않는 범위 내에서 효력을 인정한다고 규정하였다. 8월 12일에는 박정희가 민정이양을 약속하고 그 사전작업으로써 헌법개정에 착수한다.
헌법개정을 위해 1962년 7월 11일 국가재건최고회의는 제54차 상임위원회에서 최고위원내에 헌법개정특별심의위원회를 발족하고, 7월 16일에는 9인소위원회(유진우, 한태연, 박일경, 이동호, 양병두, 김도창, 신직수, 문홍주, 이종극)를 구성했다. 이후 약 3개월간의 심의 끝에 1962년 11월 3일 전문 5장 121조 부칙 9조로 된 헌법개정안을 최종적으로 확정했다. 1962년 11월 5일 국가재건최고회의는 헌법개정안을 만장일치로 의결 대통령권한대행 박정희 명의로 발의 공고하였다. 국가재건최고회의는 30일간의 공고기간을 거친 후 개정안을 재적 위원 25명 중 22명 찬성, 3명 불참으로 통과시켰다. 헌법개정안의 주요골자는 다음과 같다.

1. 헌법전문에 4.19의거와 5.16혁명이념을 헌법정신으로 함.
2. 정당제도를 신설하고 복수정당제도 보장.
3. 소급입법에 의한 참정권의 제한 또는 재산권의 박탈 금지.
4. 강력한 대통령제와 단원제 선택
5. 국회의원공천제, 무소속출마 불허, 국회의원의 당적이탈시 자격 상실.
6. 중앙선거관리위원회를 둔다.
7. 비상설기관으로 탄핵재판소를 둔다.
8. 부대통령제를 없애고 국무총리제를 취하며 심의기관으로 국무회의와 국무회의와 자문기관으로 국가안전보장회의와 경제과학심의회의를 둔다.
9. 헌법개정은 국민투표로만 가능

11월 5일 개헌안발의를 공고하고 30일간의 공고기간을 거쳐 12월 6일 개헌안을 통과시킨 국가재건최고회의는 국민투표를 12월 17일에 실시하기로 의결하고 공고했다. 12월 5일 정부는 국민투표를 자유로운 분위기 속에 실시하기 위해 계엄을 해제한다고 발표했다. 12월 17일 실시된 국민투표를 통해 확정된 대한민국 헌법 제6호는 우리 역사에서 처음으로 국민투표에서 확정된 헌법으로, 1962년 12월 26일 공포되어 1963년 12월 17일부터 시행되었다.

### 주요 내용과 평가
제5차 헌법개정은 이전의 헌법보다 '대통령의 지위가 강화'된 점이 뚜렷하게 드러난다. 그 내용에 따르면, 대통령은 행정부의 수반이자 국가원수이며(제63조), 국민에 의한 직접선거로 선출한다(제64조). 대통령의 임기는 4년으로, 1차에 한하여 중임이 가능하며(제69조), 긴급명령과 긴급재정·경제명령권(제73조), 계엄 선포권을 갖는다(제75조). 또한, 국무총리 임명시 국회의 동의를 필요로 하지 않는다(제84조). 다만, 국회가 국무총리나 국무위원의 해임건의권을 갖기는 하지만(제59조 1항), 이는 기속력을 가지지 않는 건의이므로 딱히 큰 견제가 된다고는 할 수 없다.
국회의원은 반드시 정당의 소속이어야 할 것을 규정하고 있으며(제36조 3항), 임기 중에 당적을 이탈·변경하거나 소속 정당이 해산된 경우에는 그 자격을 상실할 것을 명시하고 있다(제38조). 이는 정당정치의 실현을 목적으로 하는 것처럼 보이지만, 실제로는 집권자의 안정적인 집권과 소속 의원에 대한 단속에 영향을 끼쳤다고 할 수 있다.
헌법재판소는 폐지하고 위헌법률심사권과 위헌정당해산권은 법원에 부여하기로 하였다.
제8조에서는 인간의 존엄과 가치를 모든 국민이 갖는 기본권으로 명시하고, 국민의 권리와 의무를 보다 명확히 규정하였다. 또한 직업 선택의 자유, 주거의 자유, 양심의 자유 등의 기본권을 추가로 규정하였다.
또한 중립적인 역할의 선거관리위원회를 헌법기관으로 두고(제107조), 중앙선거관리위원회를 설치하였다. 이어 헌법의 개정에는 국회의 의결 뒤 국민투표를 통해 확정하도록 하였다(제121조 1항).
제5차 헌법개정으로 마련된 헌법안은 미국식 대통령제에 가까운 제도를 취하고 국민의 기본권을 신장한 것처럼 보였지만, 이후 “운영실제에 있어서는 공작정치, 선거부정, 국론분열 등 전형적인 후진국정치의 모습”을 띠면서 3선개헌과 함께 박정희 장기집권의 노골적 독재정치로 나아가게 되었다.

## 제6차 헌법개정(3선개헌)

### 개헌 과정
두 차례의 대통령 선거에서 당선된 박정희는 거의 1인 독재를 운영하며, 국가안보라는 이름아래 언제라도 국민의 기본권을 제한할 수 있는 환경을 마련하였다. 박대통령의 임기가 2년 남은 1968년 겨울 경남도당 개편대회에 참석하기 위해 부산을 찾은 윤치영 의원이 "국민이 원한다면 헌법개정을 단행하겠다"고 전제한 뒤 "국민이 원하는지의 여부는 여론조사로써 뒷받침하겠다."는 발언 이후 개헌논의는 공식화되었으며, 이듬해인 1969년 1월  길재호공화당 사무총장의 발언과 윤치영 공화당 의장서리의 기자회견으로 본격적으로 개헌논의가 양성화(養成化)되었다. 개헌논의가 양성화 되자, 박정희 대통령은 연두기자회견을 통해 "특별한 사유가 없는 한 내 임기중 개헌을 안하는 것이 내 소신이지만 필요가 있다면 연말이나 내년초 논의해도 늦지 않다"고 자신의 견해를 밝혔다. 개헌에 대한 대통령의 언급이 있자 공화당내 개정을 추진하는 간부들은 여론만 성숙되면 개헌안을 빨리 처리해야 한다고 주장하면서 설득작업을 본격화하기 시작하였으며 구주류를 중심으로한 일부의원들은 이에 대하여 소극적 태도를 견지하였다. 야당인 신민당은 신민당 유진오 총재는 "신민당은 당의 운명을 걸고 대통령삼선개헌저지투쟁을 벌이겠다"고 선언하였다. 개헌논의에 대한 공화당내조차 찬·반논의가 이루어지고 논란이 커지자 공화당 총재였던 박정희 대통령은 경제건설을 이유로 개헌문제를 거론치 말 것을 지시하고 개헌논의는 잠시 소강상태에 들어갔다. 4월 4 · 8항명이 발발하자 공화당은 구주류 인사 양순직, 예춘호, 박종태, 정태성, 김달수를 의원에서 제명하였으며, 이후 박대통령은 기자회견을 통해 헌법개정을 재차 공식화하였고 3선개헌을 방침으로 굳히고 6월부터 공화당과 정우회소속의원들을 상대로 개헌찬성서명을 받기 시작했다.
7월 25일 박정희 대통령은 「개헌문제에 과하여 특별담화문」을 발표하였다. 이후 공화당은 중앙당사에서 당무회의를 갖고 백남억 정책의장이 마련한 연임금지안삭제, 국회의원의 국무위원겸직허용, 대통령에 대한 탄핵소추의결정족수강화 등 3개항을 내용으로 하는 헌법개정안과 오치성 사무총장이 마련한 종합적인 일정을 검토했고 영빈관에서 비공개로 의원총회를 열고 당무회의에서 합의된 개헌안에 대한 공화당 공식안 추인작업에 들어갔다. 이날 의원총회는 29일 10시부터 30일 새벽 4시 20분까지 18시간동안 진행되었으며, 의원총회에 끝까지 참석한 의원은 98명이었다. 공화당은 3선개헌으로 당론을 정하고 끝까지 반대한 정구영 의원만 제외하고 108명의 공화당의원이 헌법개정안에 서명했다.성낙현 조흥만연주흠 의원이 개헌 지지 성명을 발표하였으며, 정우회소속의원들은 의원총회를 소속의원 12명중 10명이 개헌안에 서명했다. 양찬우 의원은 불참했고 신용남 의원은 대중당과 협의를 거치기 위해 보류를 한 뒤 나중에 개헌안에 서명했다.
9월 정기국회가 개회되고 공화당 윤치영 의장서리는 "개헌안은 9일 국회에 상정하여 15일까지는 통과시킬 방침"이라고 말하고 "개헌안을 질의와 대체토론 없이 다수당이 취할 수 있는 최선의 방법으로 처리하겠다"고 밝혔다. 신민당은 유진오 총재 자택에서 긴급 전당대회(총 520명 中 370명 참석)를 열어 신민당을 해산했다. 신민당 해산으로  헌법개정지지성명을 발표했던 3명(성낙현, 연주흠, 조흥만)은 의원직을 상실 나머지 신민당 의원 44명에 대해서는 제명조치를 취해 무소속의원으로 남겼다. 무소속이 된 44명의 의원은 원내교섭단체인 신민회(新民會)를 구성하기로 합의하였다.
제72회 정기국회 제5차 본회의에서 개헌안에 대한 표결 선포가 있자 신민회 의원들이 단상을 점거하였고 자정을 넘기면서 산회(散會) 됐는데, 14일 새벽 2시 33분 공화당·정우회 총무단을 비롯 66명의 요구로 소집된 제6차 본회의는 국회 제3별관특별위원회 회의실에서 이효상의장이 제6차 본회의의 개의를 선포하였다. 본회의에는 122명공화/107명 정우회/11명 무소속/4명이 참석한 가운데 헌법개정안이 표결에 들어갔다. 2시43분에 개표시작, 2시 50분에 122명 전원찬성으로 헌법개정안이 가결되었음을 선포했다. 공화당은 개표완료 직후 야당에 통고하였다. 개헌안은 10월 17일 국민투표에 부쳐져 총유권자의 77.1% 참여에 65.1%의 찬성을 얻어 확정되었다. 이 개헌으로 박정희는 3선의 기회를 얻었고 1971년 4월 제7대 대통령선거에 공화당 후보로 출마하여 당선되었다.

### 주요 내용
국회의원의 정수 상한을 250명으로 늘리고, 대통령의 연임을 3선까지 허용하며, 대통령 탄핵소추의 발의와 의결 요건을 강화하며, 국회의원이 각료를 겸임할 수 있는 것을 내용으로 한다.

## 제7차 헌법개정(유신헌법)

### 긴급조치와 개헌 과정
제6차 헌법개정 이후에 실시된 제7대 대통령선거에서 박정희는 세 번째 당선에 성공하였다. 이어 시행된 국회의원 선거에서도 민주공화당이 다수 의석을 점하기는 했지만, 이전과는 달리 여야의 차가 적어져 균형을 이루게 되었다. 균형을 이룬 여야의 대결이 심화되자, 박정희 대통령은 남북간의 긴장 완화에 지장이 있다는 명분하에 1971년 12월 6일 국가비상사태를 선포하였다. 이어 12월 27일에는 야당의 반대 속에 국가보위에 관한 특별조치법을 통과시켰다. 이는 대통령이 국가안전보장에 효율적으로 대처하고 사회의 안녕질서를 유지하기 위해 국가비상사태를 선포할 수 있으며, 필요한 경우 경제규제나 국가동원령, 옥외집회 및 시위의 규제, 언론·출판에 대한 특별조치를 취할 수 있으며, 특정한 근로자의 단체행동권의 제한이나 군사상의 목적을 위한 세출예산의 조정 등을 규정하고 있다. 이는 국가의 위기를 극복한다는 명분아래 헌법에 구애받지 않는 위헌적인 국가긴급권의 행사를 규정한다는 점에서 정상적인 입법으로 보기는 힘들다.
이어 7·4 남북 공동 성명을 통해 남북 간의 긴장 완화가 이루어지는 듯했다. 하지만 1972년 10월 17일, 대통령 특별선언을 통해 10·17 비상조치를 선언하였다. 이는 국회를 해산하고, 정당 및 정치활동을 중단시키며, 헌법의 일부 조항의 효력을 정지시킬 뿐만 아니라, 국회의 권한은 비상국무회의가 대행하는 등의 내용을 담고 있다. 이로 인해 곧 비상계엄이 선포되었으며, 대학의 휴교 조치나 언론의 검열 등이 시작되었다.
이어 비상국무회의는 1972년 10월 26일 헌법개정안을 의결하고 공고했다. 11월 21일에 치러진 국민투표에서 확정된 개정안은 12월 27일에 공포되었다. 이를 통해 일명 유신헌법이 역사에 등장하게 되었다.

### 주요 내용
민주주의의 한국적 토착화라는 명목하에 통일주체국민회의를 신설하여 일명 국민의 주권적 수임기관으로 삼아(제35조), 대통령과 대통령이 추천한 국회의원 정수의 3분의 1을 선출하고(제39~40조), 국회가 제출한 개헌안을 의결하도록 하였다(제41조, 제124조 2항).
또한 임기 6년(제43조)의 대통령은 중임이나 연임에 대한 규정이 없어, 사실상 무제한적으로 연임이 가능하게 되었다. 또한 대통령이 헌법 개정안을 발의하였을 때에는 통일주체국민회의가 아닌 국민투표를 통하여 결정하도록 하였다. 게다가 긴급조치권(제53조), 국회해산권(제59조), 국민투표부의권(제49조), 법관 임명권 등을 부여하는 한편(제103조), 국회는 회기를 단축시키고(제82조), 국정감사권의 삭제 등을 규정하였다.
한편 위헌법률심사권을 법원에서 박탈하여 헌법위원회에 부여하고, 탄핵 및 정당 해산 심판권도 부여하였다. 지방 자치는 통일이 이루어질 때까지 지방의회를 구성하지 않을 것을 명시하였다(부칙 제10조).
국민의 기본권에 대해서는 구속적부심제도를 폐지하는 한편, 거의 모든 규정에 “법률에 의하지 아니하고는”이라는 부분을 첨가하고, 법률을 통하여 기본권의 본질적 내용의 침해를 금지하는 규정을 삭제함으로써 기본권의 강화를 도모하였다.

### 유신헌법의 문제점과 박정희 정권의 결말
유신헌법의 경우 이후의 박정희 1인 독재를 확고히 만드는 기반이 되었다. 또한 국민의 기본권에 대해 상당한 제한을 가하고 있는 위험한 헌법이다. 또한 대통령 1인에게 3권을 집중시킴으로써, 이미 권력분립의 원칙에 어긋나는 문제점을 가지고 있다. 이러한 내용은 “그 자체가 이미 정상적인 입헌주의의 궤도를 일탈한 헌법”이며, 남북 대치 상황의 안보 위기를 교묘히 조작 내지 왜곡시켜 국가적 위기상황으로 포장 시켜 국회 의결도 없이 위헌적인 개헌 절차에 의하여 개정된 것에 해당한다.
이러한 문제점을 안은 유신헌법은 “권위주의 체제의 합리화를 위한 도구”로 작용하면서 장기집권의 동반자가 되었다. 독재의 강화 속에서도 헌법의 개정을 요구하는 목소리가 높아지자, 박정희 대통령은 1973년 4월 3일 긴급조치 제1호를 발표하여 개헌에 대한 요구는 국헌을 문란케 하는 행위로 규정하고 이를 금지하였다.
그럼에도 유신헌법에 대한 반발은 더욱 커졌고, 결국 1975년 1월 22일 박정희 대통령은 특별담화를 통해 유신헌법에 대한 철폐 요구를 자신에 대한 불신임으로 간주한다고 밝히고, 2월 15일에는 그에 대한 국민투표를 실시해 73.1퍼센트의 지지를 얻었다. 이러한 지지율에도 불구하고 이후에는 다시 헌법개정에 대한 목소리가 강해지자 5월에는 긴급조치 제9호를 선포해, “헌법을 부정·반대·왜곡 또는 비방하거나 그 개정 또는 폐지를 주장·청원·선동 또는 선전하는 행위까지를 금지하였다.”
이렇듯 독재 속에서도 그에 대한 저항은 꾸준히 일어났으며, 1979년 10월에는 부마항쟁이, 곧이어 10·26 사건이 일어나면서 유신헌법과 함께 박정희 정권의 독재의 상징이라고 할 수 있는 긴급조치들은 1979년 12월 7일에 해제되었다.

## 제8차 헌법개정

### 신군부의 대두와 개헌 과정
10·26사건 이후 1979년 11월 10일 최규하 대통령권한대행은 담화를 통해 유신헌법 개정과 새로운 헌법질서의 수립을 약속했다. 갑자기 찾아온 서울의 봄은 12월 12일 12.12 군사 반란으로 신군부 세력이 부상하면서 꽃을 피우지 못했다. 1980년 5월부터 전국적으로 민주화를 요구하는 학생 시위가 발생했다. 1980년 5월 12일 국회의 여야 총무는 5월 20일 오전 10시에 국회를 소집하여 비상계엄 해제안 등 정치 현안을 접수하고 개헌안 논의를 본격화하기로 합의했다. 하지만 신군부는 비상계엄 전국확대·국회 해산·국보위 설치를 골자로 하는 집권 시나리오를 계획하고 군부 주도로 정국을 이끌어 나가기로 했다. 신군부는 5월 17일 24시 비상계엄령을 전국으로 확대하면서, 계엄포고령 10호를 선포하여 정치활동 금지 ·보도검열 강화·휴교령 등의 조치를 내렸다. 이와 동시에 여야 주요 정치인과 재야 인사를 체포하고 군병력으로 국회의사당을 봉쇄해 임시국회를 무산시켰다. 신군부는 5·17 쿠데타에 항거한 5.18 광주민주화운동을 진압하고 사전 계획대로 5월 31일에 국가보위비상대책위원회를 설치해 내각을 조종·통제해나가 실질적으로 정권을 장악했다.
신군부는 개헌 문제를 주도하던 국회와 내각을 무력화하고, 국가보위비상대책위원회를 통해 군부 인사 중심으로 개헌안을 논의하기 시작했다. 최규하 대통령이 8월 16일 사임하자, 8월 27일에는 전두환 국가보위비상대책위원회 상임위원장이 통일주체국민회의에서 제11대 대통령으로 선출됐고, 9월 1일에 대통령으로 취임했다. 국가보위비상대책위원회는 1980년 9월 9일에는 헌법개정안을 확정지었다. 계엄하에 치루어졌기에 논란이 일지만, 10월 22일 국민투표를 통해 확정돼 10월 27일에 제5공화국 헌법이 공포·발효됐다.
1981년 3월 3일 제5공화국은 선진조국 건설을 다짐하고 출범했지만, 쿠데타를 통한 집권 과정을 거쳐 민주적 정당성을 결여한 정권이기에 국민의 저항은 점점 커지게 됐고, 이는 1987년 6월 항쟁과 개헌으로 연결된다.

### 주요 내용
헌법 제9호는 유신헌법에서 나타난 여러 독소조항들이 상당수 제거됐다. 주요 내용으로는 대통령은 간접선출이지만(제39~41조) 7년 단임제로 규정했다(제45조). 또한 임기 또는 중임금지에 관한 헌법개정은 개정당시의 대통령에게는 효력이 없게 해 장기집권을 배제하고(제129조 2항), 긴급조치는 폐지하는 한편, 이를 대신하는 비상조치의 요건 등은 강화했다(제51조). 또한 통일주체국민회의를 폐지하고, 국정조사권을 인정하며(제97조), 법관의 임명권을 다시 대법원장에게 부여함으로써 사법부의 독립을 도모했다(제105조 3항).
또한 국가의 사회복지 의무에 대한 규정을 설치하고(제32조), 경제 질서에 대한 공법적 규제를 확대했다. 기본권에 대해서도 대체적으로 제3공화국의 조항 수준으로 회귀했고, 행복추구권(제9조)이나 연좌제의 금지(제12조 3항), 사생활의 보호(제16조), 환경권(제33조) 등의 조항도 신설됐다. 헌법 개정에는 국민투표를 통한 개정만 가능하도록 규정해 절차를 일원화시켰다(제131조).
헌법 제9호의 전문에서는 유신체제와의 차별성을 나타내기 위하여 ‘제5공화국’이란 용어를 사용하여 당시의 정부를 규정하였는데, 제5공화국은 유신체제와 일부 조항만 다를 뿐 기본적인 구조, 즉 간접선거를 통한 대통령의 선출이나 국회해산권의 존속 등을 살펴볼 때 이전의 공화국 구분과는 다른 어떠한 정치적 이념이나 지표를 가지고 있는 것이 아니었다. 따라서 이를 두고 "5공화국 헌법은 사실상 제2기 유신헌법",“전대미문의 넌센스”라는 평과 “제5공화국은 우리헌법의 공화국의 변천에 있어서, 결코 제5공화국이 될 수 없다고”하는 견해가 있다.

## 제9차 헌법개정(현행 헌법)

### 민주화와 개헌 과정
제5공화국을 거치면서 풀리지 않고 축적된 국민들의 민주화에 대한 열망은, 1987년 6월 항쟁으로 폭발하게 된다. 간접선거에 대해 반발하는 국민과 야당은 직선제로의 개헌을 요구하였고, 1985년의 국회의원 선거에서 승리한 야당들은 이러한 과정에 더욱 큰 힘을 더하는 결과를 가져왔다.
결국 당시 민주정의당 대표위원이던 노태우는 6월 29일에 6·29 선언을 발표하여, 여야 합의하의 대통령직선제 개헌을 통한 평화적인 정권 이양, 정치범의 전면적 사면과 복권, 언론의 자유 보장을 위한 제도의 개선, 대학 자율화 등의 8개항을 약속하였다. 이로 인해 직선제로의 개헌은 가속이 붙어, 여야간의 8자회담을 통해 헌법개정을 논의하여 1987년 9월 18일에 여야 공동으로 헌법개정안이 국회에 발의되었다. 10월 12일 의결된 개헌안은 27일 국민투표로 확정되었고, 10월 29일 공포되었다.

### 주요 내용
제6공화국 헌법, 즉 현행헌법은 전문과 본문 10장, 130조, 부칙 6조로 구성되어 있다. 이전의 다른 헌법과 비교할 때 특징적인 점은 여러 가지가 있다.
우선 기본권의 보장이 강화되었다. 또한 대통령을 국민이 직접 선거토록 하고 있으며, 임기는 5년으로 중임할 수 없다. 또한 대통령은 국회해산권을 가지지 않으며, 비상조치권이 아니라 긴급명령권, 긴급재정·경제처분 및 명령권을 갖는다. 국회는 국정감사권을 가지며, 회기 제한이 사라졌다. 또한 임시회의 소집 요건이 완화되었다. 이처럼 이전의 헌법과 비교할 때, 대통령의 권한이 약화되고 국회의 지위가 강화되었다.
헌법위원회 제도가 폐지되고 헌법재판소가 설치되어 그 역할을 담당하게 되었다.
지방자치의 경우 그전에 이루어지지 못했던 여러 가지 부분을 실현하기 위한 조항이 추가되었다.

## 같이 보기
- 대한민국 임시 헌장
- 대한민국 임시 헌법
- 한국 법제의 역사
- 경국대전
- 대한민국의 국민투표

## 참고 문헌
- 계희열, 憲法學(上)(新訂2版), 博英社, 2005.
- 김철수, 韓國憲法史, 大學出版社, 1988.
- 권영설, “韓國憲法 50年의 발자취”, 《헌법학연구》 제4집 1호, 1998, pp. 7~28.
- 김도협, “第2共和國憲法上의 統治機構에 관한 小考 -대통령, 국무원 및 의회를 중심으로-”, 《헌법학연구》, 2005.9., pp. 487~517.
- 서주실, “우리나라의 의원내각제”, 서주실, 《고시계》 1990년 11월호, 1990.9., pp. 30~43.
- 성낙인, “維新憲法의 歷史的 評價”, 《공법연구》 제31집 제2호, 2002.12., pp. 1~23.
- 성낙인, “한국헌법사에 있어서 공화국의 순차(서수)”, 《고시연구》 1998년 11월호, 1998., pp. 61~73.
- 정만희, “韓國憲法上 政府形態의 變遷”, 《헌법학연구》, 1997., pp. 199~223.
- 최용기, “대한민국임시정부의 정통성”, 《헌법학연구》, 2006., pp. 9~34.
- 한태연, “韓國憲法에 있어서의 共和國의 변천과 그 順位(上) - 韓國憲法史에의 序說을 위하여 -”, 《고시연구》 2000년 8월호, 2000., pp. 149~171.
- 한태연, “韓國憲法에 있어서의 共和國의 변천과 그 順位(下) - 韓國憲法史에의 序說을 위하여 -”, 《고시연구》 2000년 9월호, 2000., pp. 131~160.